# HG85手榴弾

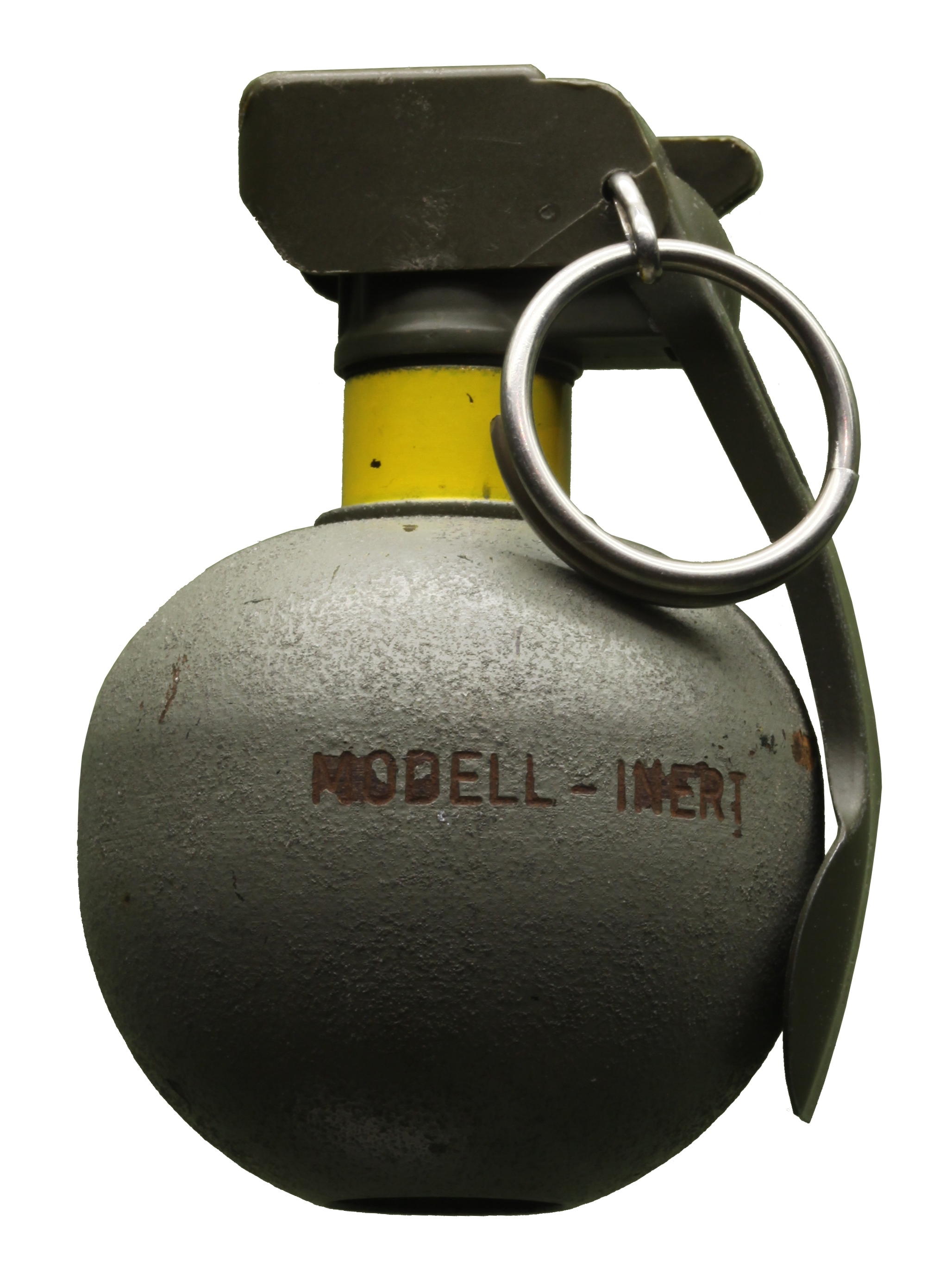

HG85手榴弾は、スイスで開発された手榴弾。炸薬の爆発で、殺傷能力のある破片を飛散させる破片手榴弾（防御手榴弾）である。
1985年よりスイス軍に導入され、イギリス軍、オランダ軍でも採用されている。

## スペック
- 重量：465 g
- 直径：65 mm
- 全長：97 mm
- 炸薬：TNT・RDX
- 炸薬重量：155 g
- 信管：遅延信管

## 派生型
- L109：イギリス軍が採用した型。安全クリップの形が変更されている。
- L110：L109の模擬弾。大きさと重量が同じで、L109と識別できるように本体が青く塗られている。
- L111：L109の訓練弾。L110と同様だが、少量の火薬を装填でき、音響と白煙で実弾の炸裂を再現する。新しい信管と炸薬を取り付ければ繰り返し再利用できる。
- Nr300：オランダ軍が採用した型。L109に準じる。